# Frances K. Graham
Frances K. Graham (1918-2013) est une psychologue américaine et professeure de psychologie à l'Université du Delaware. 

## Biographie
Graham enseigne aux universités de Washington et de Wisconsin-Madison, puis à l'université du Delaware à partir de 1986.
Les études de Graham se sont concentrées sur la psychologie de l'enfant et du développement. Elle obtient un doctorat en psychologie de l'Université de Yale en 1942. 
Graham a été présidente de la Society for Psychophysiological Research, de la Society for Research in Child Development, de l'American Psychological Association Division of Comparative and Physiological Psychology, de l'American Association for the Advancement of Science Section on Psychology et présidente du Conseil des conseillers scientifiques du NIMH. 
Elle est élue à l'Académie nationale des sciences en 1988,.

## Titres et récompenses
- Prix G. Stanley Hall de l'American Psychological Association (APA) pour sa contribution remarquable à la psychologie du développement[1]
- Médaille d'or de l'American Psychological Foundation  pour l'ensemble de son œuvre en sciences psychologiques[1]
- Prix de psychophysiologie de la Society for Psychophysiological Research[1]
- Prix de la contribution scientifique de la Society for Research in Child Development[1]
- Prix APA pour les contributions scientifiques distinguées (1990)[5]